# Sigitas Jakubauskas
Sigitas Jakubauskas (in russo Сигитас Брониславович Якубаускас?, Sigitas Bronislavovič Jakubauskas; Kaunas, 29 dicembre 1958) è un ex calciatore sovietico e lituano, di ruolo centrocampista.

## Carriera

### Club
Ha cominciato la sua carriera con l'Atletas Kaunas, squadra sovietica militante nei campionati regionali lituani.
Ha, poi, trascorso quasi tutta la sua carriera con i lituani dello Žalgiris, squadra all'epoca sovietica con la quale nel 1982 ha conquistato lo storico accesso alla massima serie sovietica, vincendo il campionato di seconda divisione.
Dal 1989 si è trasferito in Germania con il Remscheid, squadra con cui ha militato tra la seconda e la terza serie tedesca fino al 2000.

### Nazionale
Nel 1985 ha giocato una partita con la nazionale sovietica, l'amichevole contro la Romania giocata il 7 agosto 1985: Jakubauskas entrò nei minuti finali al posto di Oleh Protasov.

## Statistiche

### Cronologia presenze e reti in nazionale
| Cronologia completa delle presenze e delle reti in nazionale ― Unione Sovietica | Cronologia completa delle presenze e delle reti in nazionale ― Unione Sovietica | Cronologia completa delle presenze e delle reti in nazionale ― Unione Sovietica | Cronologia completa delle presenze e delle reti in nazionale ― Unione Sovietica | Cronologia completa delle presenze e delle reti in nazionale ― Unione Sovietica | Cronologia completa delle presenze e delle reti in nazionale ― Unione Sovietica | Cronologia completa delle presenze e delle reti in nazionale ― Unione Sovietica | Cronologia completa delle presenze e delle reti in nazionale ― Unione Sovietica |
| Data                                                                            | Città                                                                           | In casa                                                                         | Risultato                                                                       | Ospiti                                                                          | Competizione                                                                    | Reti                                                                            | Note                                                                            |
| ------------------------------------------------------------------------------- | ------------------------------------------------------------------------------- | ------------------------------------------------------------------------------- | ------------------------------------------------------------------------------- | ------------------------------------------------------------------------------- | ------------------------------------------------------------------------------- | ------------------------------------------------------------------------------- | ------------------------------------------------------------------------------- |
| 7-8-1985                                                                        | Mosca                                                                           | Unione Sovietica                                                                | 2 – 0                                                                           | Romania                                                                         | Amichevole                                                                      | -                                                                               | 80’                                                                             |
| Totale                                                                          |                                                                                 | Presenze                                                                        | 1                                                                               |                                                                                 | Reti                                                                            | 0                                                                               |                                                                                 |

## Palmarès

### Club

#### Competizioni nazionali
- Pervaja Liga: 1

Žalgiris Vilnius: 1982

### Individuale
- Calciatore lituano dell'anno: 1

1982